# Neosticta canescens
Neosticta canescens är en trollsländeart. Neosticta canescens ingår i släktet Neosticta och familjen Isostictidae.

## Underarter
Arten delas in i följande underarter:
- N. c. canescens
- N. c. dorrigoensis